# Brandon Ross
Brandon K. Ross (New Brunswick, ...) è un chitarrista statunitense.

## Carriera
Ross ha lavorato per Leroy Jenkins prima di suonare con Archie Shepp e Marion Brown nella seconda metà degli anni '70.
Si è esibito con Wadada Leo Smith, Gene Lake, Marcus Rojas, John Lurie, Henry Threadgill, Don Byron e Cassandra Wilson.
Nel 1998, Ross, il bassista Melvin Gibbs e il batterista JT Lewis hanno formato il trio Harriet Tubman, che continua a eseguire concerti e registrare, fino al 2020.

## Discografia

### Come leader
- Costume (Intoxicate, 2004)
- Puppet (Intoxicate, 2006)
- For Living Lovers (Sunnyside, 2014)

### Come sideman
Con Kip Hanrahan
- A Thousand Nights and a Night (1-Red Night) (American Clave, 1996)
- A Thousand Nights and a Night (Shadow Night 1) (Justin Time, 1998)
- Crescent Moon Waning (Yellowbird, 2018)

Con Oliver Lake
- Plug It (Gramavision, 1983)
- Dancevision (Blue Heron, 1986)
- Impala (Gramavision, 1987)

Con Meshell Ndegeocello
- The Spirit Music Jamia (Universal, 2005)
- The Article 3 (Bismallah, 2006)
- The World Has Made Me the Man of My Dreams (Bismallah, 2007)

Con Wadada Leo Smith
- Spiritual Dimensions (Cuneiform, 2009)
- Heart's Reflections (Cuneiform, 2011)
- Najwa (TUM, 2017)

Con Henry Threadgill
- Spirit of Nuff...Nuff (Black Saint, 1991)
- Too Much Sugar for a Dime (Axiom, 1993)
- Song Out of My Trees (Black Saint, 1994)
- Carry the Day (Columbia, 1995)
- Making a Move (Columbia, 1995)
- Where's Your Cup? (Colombia, 1997)
- Everybody's Mouth's a Book (Pi, 2001)

Con Cassandra Wilson
- Blue Light Till Dawn (Blue Note, 1993)
- New Moon Daughter (Blue Note, 1995)
- Glamoured (Blue Note, 2003)
- Closer to You (Blue Note, 2009)
- Silver Pony (Blue Note, 2010)

Con altri
- Pheeroan akLaff, Fits Like a Glove (Gramavision, 1983)
- Arrested Development, Unplugged (Chrysalis, 1993)
- Marion Brown, La Placita (Timeless Muse, 1979)
- Marion Brown, Five Improvisations (B. Free, 2014)
- Don Byron, Plays the Music of Mickey Katz (Elektra Nonesuch, 1993)
- Don Byron, Love, Peace, and Soul (Savoy, 2012)
- Alana Davis, Blame It on Me (Elektra, 1997)
- DJ Logic, Project Logic (Ropeadope, 1999)
- Fred Hopkins, Prophecy (About Time, 1990)
- Graham Haynes, Transition (Antille, 1995)
- Graham Haynes, BPM (Knitting Factory, 2000)
- Leroy Jenkins, Leroy Jenkins Live! (Black Saint, 1993)
- Leroy Jenkins, Urban Blues (Black Saint, 1984)
- Bill Laswell, Jazzonia (Douglas Music, 1998)
- Bill Laswell, Moody's Mood for Love (Douglas, 1998)
- Myra Melford, The Image of Your Body (Cryptogramophone, 2006)
- Myra Melford, The Whole Tree Gone (Firehouse 12, 2010)
- Ron Miles, Laughing Barrel (Sterling Circle, 2003)
- Lawrence Butch Morris, Current Trends in Racism in Modern America (Sound Aspects, 1985)
- Ivo Perelman, Children of Ibeji (Enja, 1992)
- Julian Schnabel, Every Silver Lining Has a Cloud (Island, 1995)
- Archie Shepp, There's a Trumpet in My Soul (Arista/Libertà, 1975)
- Archie Shepp, Attica Blues Big Band Live at the Palais Des Glaces (Blue Marge, 1979)